# Гроцурек, Лукас
Лу́кас Гро́цурек (нем. Lucas Grozurek; род. 22 декабря 1991, Вена, Австрия) — австрийский футболист, нападающий клуба «Фёрст». Чемпион Грузии.

## Биография
Имеет брата Флориана, который тоже является футболистом.

## Карьера

### «Винер Шпорт-Клуб»
Является воспитанником клуба «Винер». Летом 2008 года стал игроком основной команды. Дебютировал в Региональной Лиге (Восток) в сентябре 2008 года в матче с ФК «Нойсидль/Сээ». В Кубке Австрии сыграл в матче первого круга против клуба «Вайдхофен» в августе 2008 года.

### «Рапид»
В июле 2010 года подписал контракт с клубом «Рапид» (Вена), где был заявлен за вторую, а после 2011 года за основную команду. В австрийской Бундеслиге дебютировал в матче с «Винер Нойштадт» в 2012 году. В августе 2012 года сыграл в квалификации Лиги Европы УЕФА в матче с «ПАОКом», а осенью дебютировал в групповом этапе турнира против «Русенборга».

### «Адмира»
Перешёл в «Адмиру» в 2015 году. Сыграл за клуб в квалификации Лиги Европы УЕФА против «Спартака» (Миява).

### «Штурм»
Стал игроком «Штурма» в июле 2018 года. Вышел на поле в матче квалификации Лиги Чемпионов УЕФА против «Аякса».

### «Карлсруэ»
Отправился в аренду в немецкий «Карлсруэ» в 2019 году. Дебютировал во Второй немецкой Бундеслиге в матче с «Динамо Дрезден». В Кубке Германии дебютировал в мачте против ФК «Ганновер».

### «Динамо Батуми»
В январе 2021 года стал игроком «Динамо» (Батуми). Дебютировал в Эровнули Лиге в мачте с «Торпедо» (Кутаиси). В Кубке Грузии сыграл в матче против «Рустави». В июле 2021 года сыграл в Лиге Конференций УЕФА в матче с «Тре Пенне». В сезоне 2021 стал чемпионом Грузии в составе клуба.

### «Фёрст»
В начале 2022 года перешёл в австрийский «Фёрст».

## Карьера в сборной
Играл за сборные Австрии до 18 и 21 года.